# Првенство Јужне Америке у фудбалу 1921.
Првенство Јужне Америке 1921.  је било пето издање овог такмичења, сада познатог по имену Копа Америка. Турнир је одржан у Буенос Ајресу, Аргентина од 2. октобра до 30. октобра 1921. године. Домаћин, репрезентација Аргентине, је заузела први место на крају првенства. Титулу најбољег стрелца су поделили два Уругвајца Хозе Перез и Анхел Романо са по 3 постигнута гола.
Репрезентације учеснице турнира су биле Фудбалска репрезентација Аргентине као домаћин турнира, сталне учеснице Фудбалска репрезентација Уругваја, Фудбалска репрезентација Бразила и као први пут учесник дебитант Фудбалска репрезентација Парагваја. Фудбалска репрезентација Чилеа је исто била позвана да учествује али је одустала због проблема са састављањем екипе.
Аргентина је освојила титулу шампиона, то је била прва званична тирула шампиона Јужне Америке.

## Учесници
1.  Аргентина

2.  Бразил

3.  Уругвај

4.  Парагвај

## Град домаћин и стадион
| Буенос Ајрес             | Буенос Ајрес |
| ------------------------ | ------------ |
| Стадион Спортиво Баракас |              |
| Капацитет: 30.000        |              |
|                          |              |

За овај турнир је владало велико интересовање уопште а за финалну утакмицу турнира игране између Аргентине и Уругваја организовано је дошло 3.000 навијача из Росарија јр допутовало у Буенос Ајрес да би навијали за ссвоје суграђане који су били чланови репрезентације Аргентине. Навијачи су дошли организованим возом, у Буенос Ајрес су стигли 6 ујутру а кренуо назад за Росарио у 6 увече.
Да би смањили притисак на репрезентативце, аргентински званичници су фудбалере превозили до терена за тренинг и такође су организовали забаве са боћањем, пецањем и музиком.
Дан пре финалне утакмице репрезентативци Уругваја су се необавезно забављали играјучи кошарку а репрезентативци Аргентине су били у фудбалском карантину.

## Табела
| Репрезентација | И | Д | Н | И | ДГ | ПГ | ГР | Бод. |
| -------------- | - | - | - | - | -- | -- | -- | ---- |
| Аргентина      | 3 | 3 | 0 | 0 | 5  | 0  | +5 | 6    |
| Бразил         | 3 | 1 | 0 | 2 | 4  | 3  | +1 | 2    |
| Уругвај        | 3 | 1 | 0 | 2 | 3  | 4  | −1 | 2    |
| Парагвај       | 3 | 1 | 0 | 2 | 2  | 7  | −5 | 2    |

## Утакмице
| Аргентина    | 1–0 | Бразил |
| ------------ | --- | ------ |
| Либонати 27’ |     |        |

| Парагвај             | 2–1 | Уругвај       |
| -------------------- | --- | ------------- |
| Ривас 9’ · Лопез 66’ |     | Пиендиебе 83’ |

| Парагвај | 0–3 | Бразил                         |
| -------- | --- | ------------------------------ |
|          |     | Мачадо 21’, 44’ · Кандиота 46’ |

| Аргентина                                | 3–0 | Парагвај |
| ---------------------------------------- | --- | -------- |
| Либонати 1’ · Сарупо 71’ · Ечеверија 76’ |     |          |

| Уругвај       | 2–1 | Бразил     |
| ------------- | --- | ---------- |
| Романо 1’, 8’ |     | Зезе I 53’ |

| Аргентина    | 1–0 | Уругвај |
| ------------ | --- | ------- |
| Либонати 57’ |     |         |

Аргентина: Тесоирере; Кели, Беарзоти; Х. Лопез, Делаваље, Е. Солари; Каломино, Либонати, Сарупо, Ечевериа, Гонзалез  

## Листа стрелаца
3 гола
- Либонати

2 гола
| - Мачадо | - Анхел Романо |  |

1 гол
| - Раул Ечеверија - Блас Сарупо - Кандиота | - Зезе I - Илдефонзо Лопез - Херардо Ривас | - Пиендибене |